# Chlorops socius
Chlorops socius är en tvåvingeart som beskrevs av Becker 1912. Chlorops socius ingår i släktet Chlorops och familjen fritflugor. Inga underarter finns listade i Catalogue of Life.